# Scarabaeus zurstrasseni
Scarabaeus zurstrasseni är en skalbaggsart som beskrevs av Davis 1986. Scarabaeus zurstrasseni ingår i släktet Scarabaeus och familjen bladhorningar. Inga underarter finns listade i Catalogue of Life.